# Witold Koziełł-Poklewski
Witold Poklewski-Koziełł (ur. 17 marca 1883 w Opocznie, zm. 9 października 1934 w Janowie Podlaskim) – polski ziemianin, właściciel majątku Mniszków i Radonia w powiecie opoczyńskim, hodowca koni, poseł na Sejm Ustawodawczy w latach 1919–1922.

## Życiorys
Urodził się w rodzinie Pawła Ambrożego Koziełł-Poklewskiego herbu własnego (1839–1902) i Wandy Narkiewicz-Jodko h. Lis (1859–1943). Brat Wandy (1880–1961), Hanny (1885–1967) i Zdzisława (1885–1939).
Ukończył studium rolnicze w Krakowie. Działał w wydziale sejmiku powiatowego w Opocznie, Okręgowym Towarzystwie Rolniczym w Radomiu oraz zasiadał w zarządzie Centralnego Komitetu Obywatelskiego. Byłe pełnomocnikiem tegoż Komitetu w Mińsku Litewskim. Był zaangażowany w prace sekcji chowu koni Centralnego Towarzystwa Rolniczego. W 1932 był inspektorem Państwowych Zakładów Chowu Koni Ministerstwa Rolnictwa.

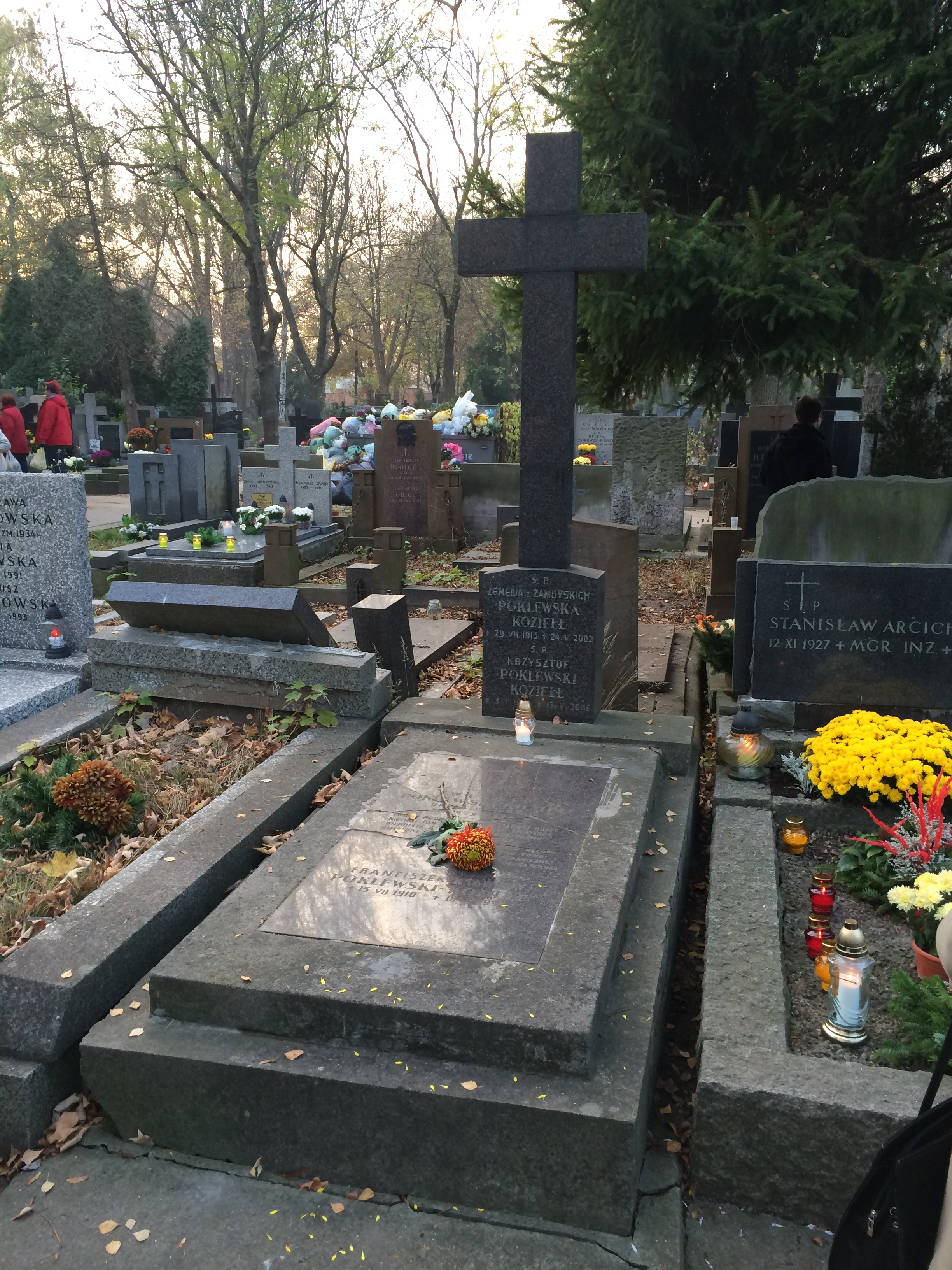
Grób Witolda Poklewskiego-Koziełła i m.in. jego syna Krzysztofa i synowej Zeneidy na cmentarzu Powązkowskim (2014)

26 stycznia 1919 został wybrany na posła do Sejmu Ustawodawczego w okręgu wyborczym numer 25 (województwo kieleckie), w którym zasiadał jako członek Związku Sejmowego Ludowo-Narodowego. 
Jako właściciel ziemski posiadał 572 ha w Mniszkowie i 196 ha w Radoni (w stanie na rok 1930).
Zmarł w Janowie Podlaskim. Został pochowany na cmentarzu Powązkowskim w Warszawie (kwatera 119-3-28).

## Życie osobiste
Był żonaty z Emilią z Jakubowskich Poklewską-Koziełł (ur. 1889), z którą miał synów Krzysztofa (1914–2006) i Ksawerego oraz córki Marię Renatę po mężu Dzianott (1908–1986) i hr. Kamillę Koziełł-Poklewską 1 v. Skarżyńską h. Bończa 2 v. Kiersznowską (1919–2011).

## Ordery i odznaczenia
- Złoty Krzyż Zasługi (23 czerwca 1927)[9]